# Bailleul (Nord)
|  | Per a altres significats, vegeu «Bailleul». |

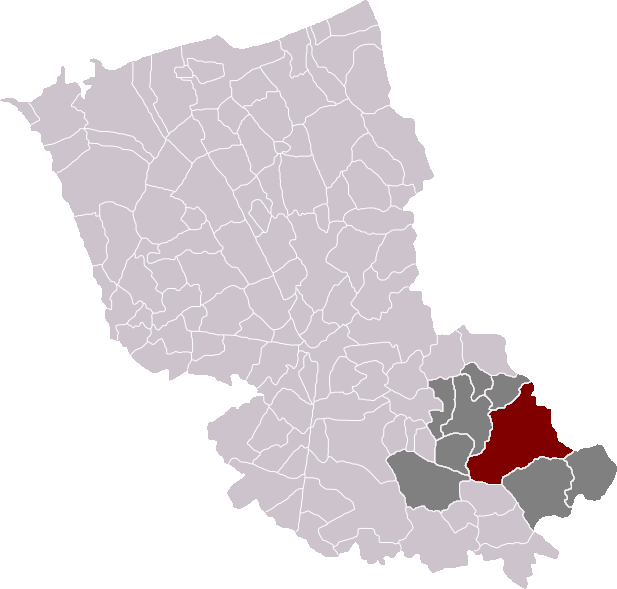
Localització de Bailleul (Nord)

Bailleul  (en neerlandès Belle, en flamenc occidental Belle) és un municipi francès, situat a la regió dels Alts de França, al departament del Nord, que forma part de la Westhoek. L'any 2006 tenia 13.616 habitants. Limita al nord-oest amb Méteren, al nord amb Saint-Jans-Cappel, al nord-est amb Heuvelland, a l'oest amb Merris, a l'est amb Nieuwkerke, al sud-oest amb Vieux-Berquin, al sud amb Le Doulieu i Steenwerk, i al sud-est amb Nieppe.

## Demografia
| Evolució de la població |       |       |       |       |       |       |        |        |
| 1793                    | 1800  | 1806  | 1821  | 1831  | 1836  | 1841  | 1846   | 1851   |
| 11 576                  | 8 944 | 9 222 | 9 475 | 9 823 | 9 911 | 9 923 | 10 141 | 10 078 |

| 1856   | 1861   | 1866   | 1872   | 1876   | 1881   | 1886   | 1891   | 1896   |
| ------ | ------ | ------ | ------ | ------ | ------ | ------ | ------ | ------ |
| 10 108 | 10 102 | 12 896 | 12 828 | 12 968 | 12 712 | 13 335 | 13 276 | 13 449 |

| 1901   | 1906   | 1911   | 1921  | 1926  | 1931  | 1936   | 1946   | 1954   |
| ------ | ------ | ------ | ----- | ----- | ----- | ------ | ------ | ------ |
| 13 530 | 13 573 | 13 251 | 6 651 | 8 545 | 9 691 | 10 928 | 11 352 | 11 964 |

| 1962   | 1968   | 1975   | 1982   | 1990   | 1999   | 2006 | 2011 | 2016 |
| ------ | ------ | ------ | ------ | ------ | ------ | ---- | ---- | ---- |
| 12 583 | 13 077 | 13 474 | 13 400 | 13 847 | 14 146 | -    | -    | -    |

| 2019 | - | - | - | - | - | - | - | - |
| ---- | - | - | - | - | - | - | - | - |
| -    | - | - | - | - | - | - | - | - |

## Administració
| Període   | Identitat      | Partit |
| --------- | -------------- | ------ |
| 1977-2006 | Jean Delobel   | PS     |
| 2006-     | Michel Gilloen | PS     |

## Agermanaments
- Werne (Rin del Nord-Westfàlia)
- Hawick
- Izegem

## Galeria d'imatges

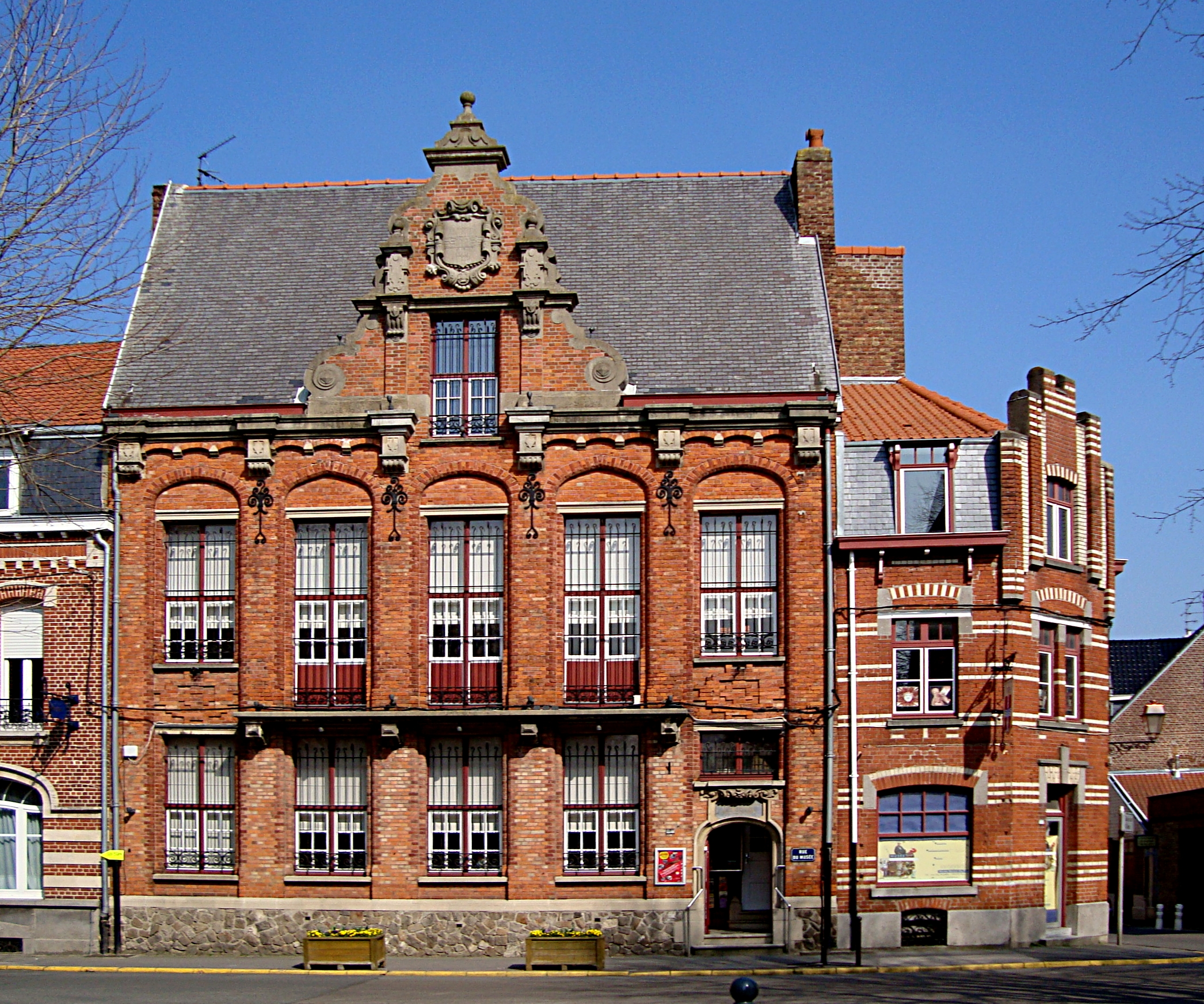
Museu
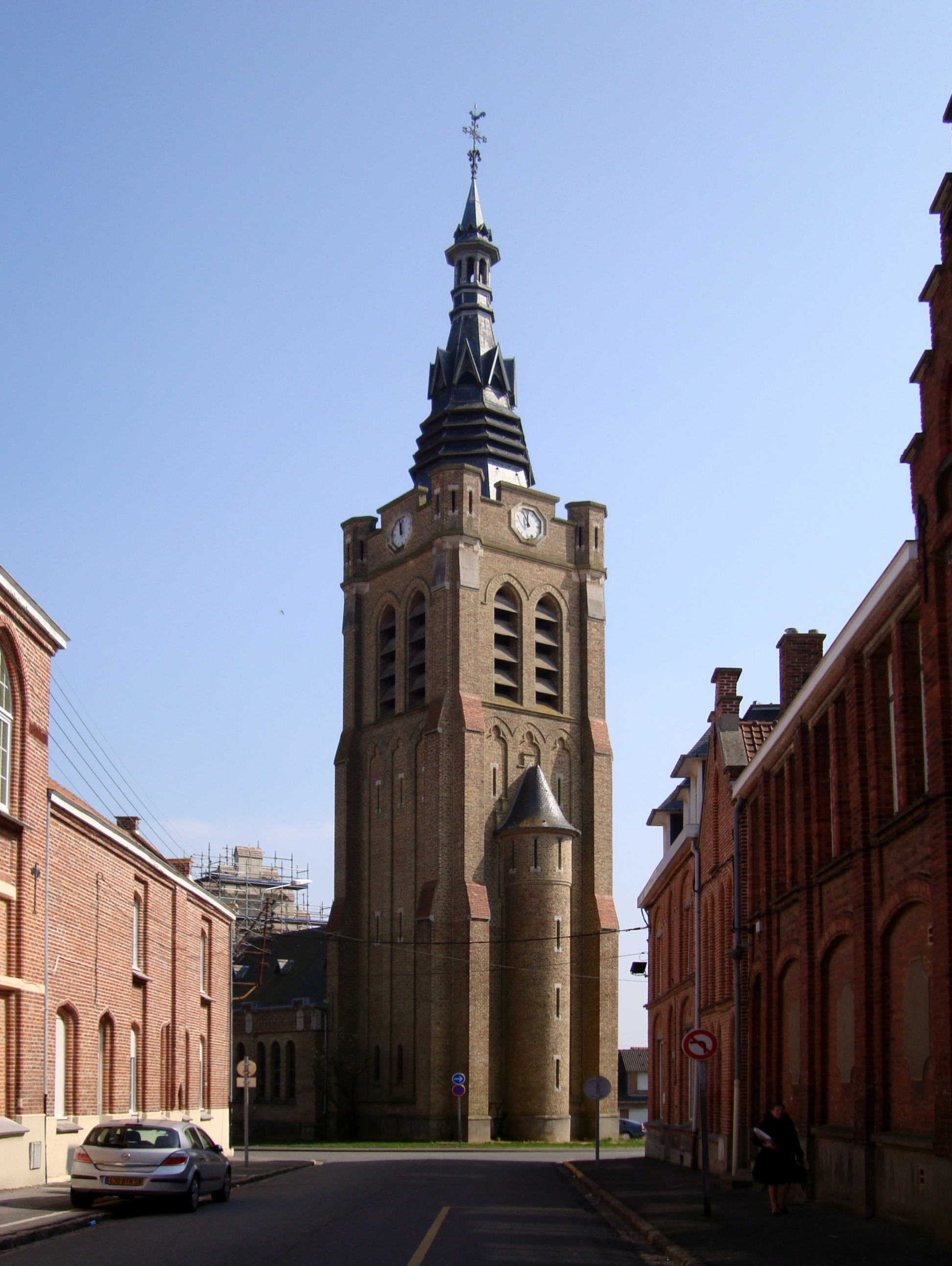
Campanar de Saint Amand
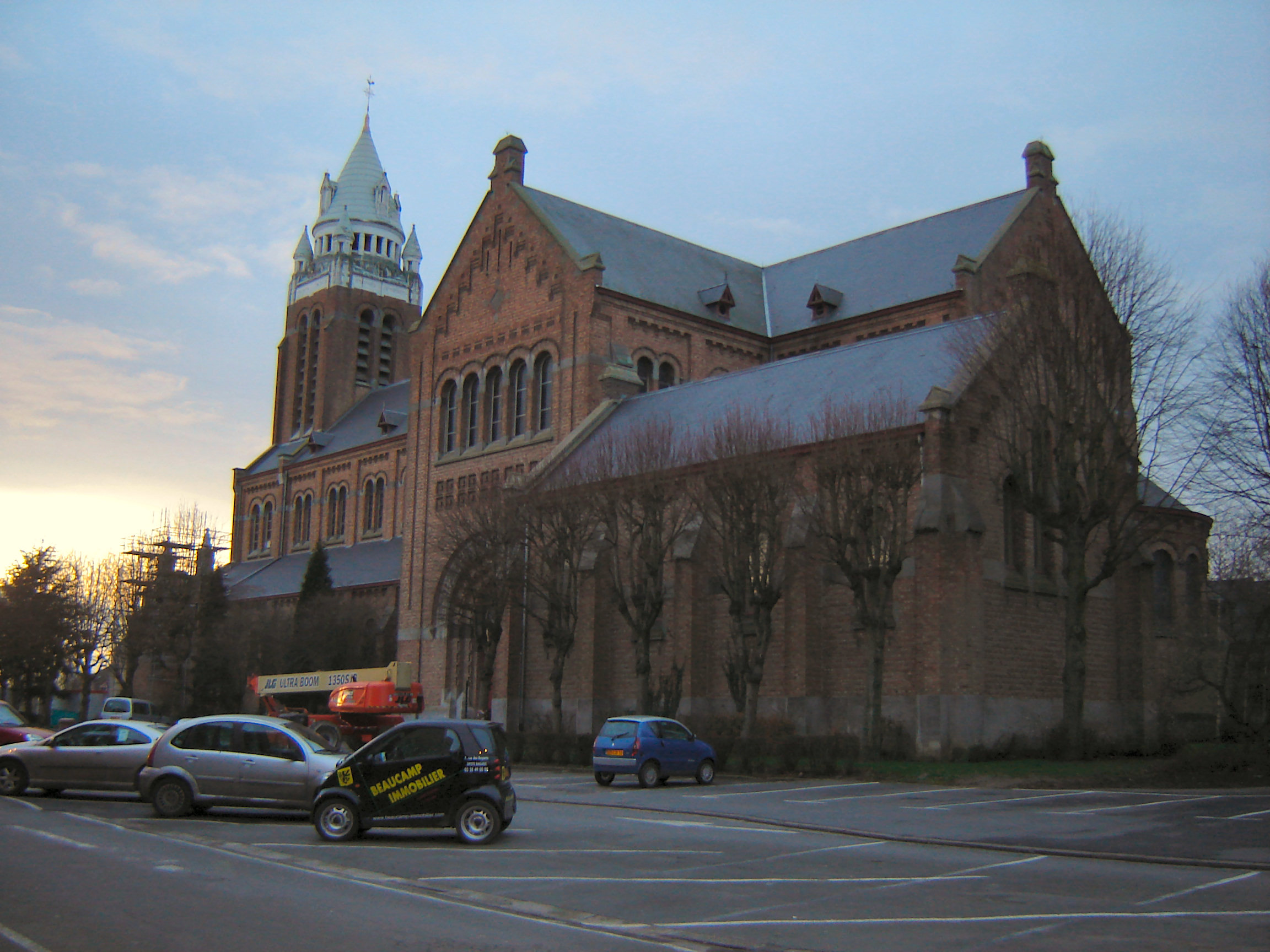
Església de Saint Vaast
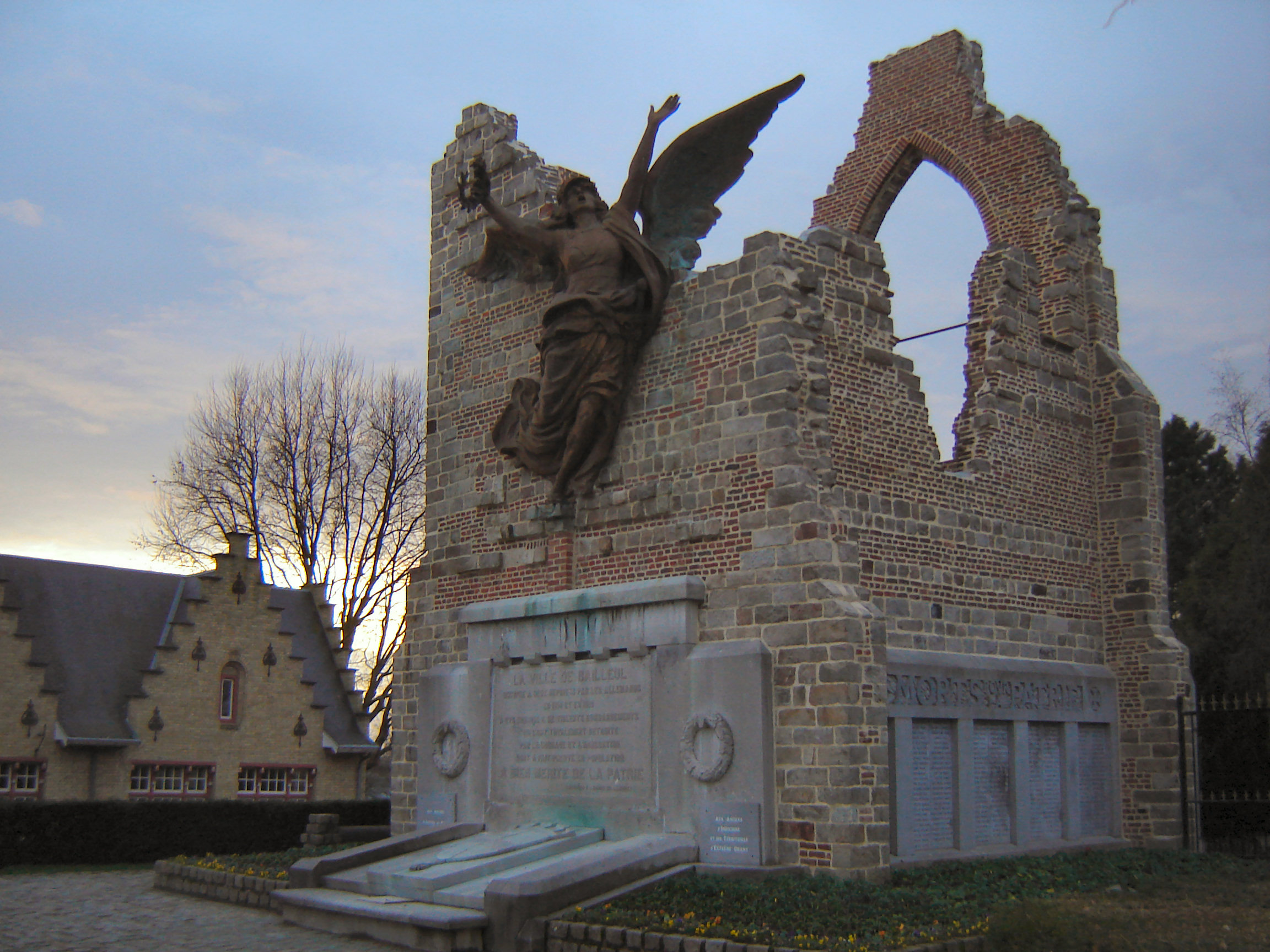
Monument als caiguts